# باتريك روبرتس
باتريك روبرتس (بالإنجليزية: Patrick Roberts)‏ مواليد 5 فبراير 1997 في إنجلترا، هو لاعب كرة قدم إنجليزي يلعب مع نادي سلتيك، معارًا من مانشستر سيتي كلاعب وسط. مثّل منتخب إنجلترا لكرة القدم فئة الشباب. بدأ باتريك روبرتس مسيرته الرياضية عام 2014.

## المسيرة الاحترافية

### أندية لعب لها
- نادي فولهام
- مانشستر سيتي

## روابط خارجية
- باتريك روبرتس على موقع الاتحاد الأوربي (الإنجليزية)
- باتريك روبرتس على موقع قاعدة بيانات كرة القدم.إي يو (الإنجليزية)
- باتريك روبرتس على موقع ليكيب (الفرنسية)
- باتريك روبرتس على موقع Soccerbase.com (لاعب) (الإنجليزية)
- باتريك روبرتس على موقع Soccerway.com (الإنجليزية)
- باتريك روبرتس على موقع عالم كرة القدم.نت (الإنجليزية)
- باتريك روبرتس على موقع AS.com (الإسبانية)